# Meeting International Mohammed VI d’Athlétisme de Rabat 2023
Das 21. Meeting International Mohammed VI d’Athlétisme de Rabat war ein Leichtathletik-Meeting, welches am 28. Mai 2023 im Stade Moulay Abdallah im marokkanischen Rabat stattfand und Teil der Diamond League war.

## Ergebnisse

### Männer

#### 100 m
| Platz | Athlet             | Land | Zeit (s) |
| ----- | ------------------ | ---- | -------- |
| 1     | Fred Kerley        | USA  | 09,94 MR |
| 2     | Akani Simbine      | RSA  | 09,99    |
| 3     | Ferdinand Omanyala | KEN  | 10,05    |
| 4     | Letsile Tebogo     | BOT  | 10,09 SB |
| 5     | Trayvon Bromell    | USA  | 10,10 SB |
| 6     | Yohan Blake        | JAM  | 10,18 SB |
| 7     | Jeremiah Azu       | GBR  | 10,20 SB |
| 8     | Mouhamadou Fall    | FRA  | 10,25    |
| 9     | Machmour Chakir    | MAR  | 10,63    |

Wind: +0,1 m/s

#### 400 m
| Platz | Athlet               | Land | Zeit (s) |
| ----- | -------------------- | ---- | -------- |
| 1     | Steven Gardiner      | BAH  | 44,70    |
| 2     | Vernon Norwood       | USA  | 45,11    |
| 3     | Rusheen McDonald     | JAM  | 45,55    |
| 4     | Zakhiti Nene         | RSA  | 45,58    |
| 5     | Bayapo Ndori         | BOT  | 45,62    |
| 6     | Alex Haydock-Wilson  | GBR  | 46,08 SB |
| 7     | Hamza Dair           | MAR  | 47,09 SB |
| 8     | Matthew Hudson-Smith | GBR  | DNF      |

#### 800 m
| Platz | Athlet                       | Land | Zeit (min) |
| ----- | ---------------------------- | ---- | ---------- |
| 1     | Emmanuel Wanyonyi            | KEN  | 1:44,36    |
| 2     | Wyclife Kinyamal             | KEN  | 1:44,73    |
| 3     | Benjamin Robert              | FRA  | 1:45,04 SB |
| 4     | Eliott Crestan               | BEL  | 1:45,37 SB |
| 5     | Marco Arop                   | CAN  | 1:46,34 SB |
| 6     | Catalin Tecuceanu            | ITA  | 1:46,76    |
| 7     | Abdelati el-Guesse           | MAR  | 1:47,10    |
| 8     | Emmanuel Korir               | KEN  | 1:48,32 SB |
| 9     | Moad Zahafi                  | MAR  | 2:57,33    |
|       | Patryk Sieradzki (Pacemaker) | POL  | DNF        |

#### 1500 m
| Platz                        | Athlet                 | Land | Zeit (min) |
| ---------------------------- | ---------------------- | ---- | ---------- |
| 1                            | Jakob Ingebrigtsen     | NOR  | 3:32,59 SB |
| 2                            | Yared Nuguse           | USA  | 3:33,02 PB |
| 3                            | Oliver Hoare           | AUS  | 3:33,39 SB |
| 4                            | Azeddine Habz          | FRA  | 3:33,90 SB |
| 5                            | Abel Kipsang           | KEN  | 3:34,46    |
| 6                            | Mario García           | ESP  | 3:34,69 SB |
| 7                            | Hicham Akankam         | MAR  | 3:36,75 SB |
| 8                            | Michał Rozmys          | POL  | 3:37,22 SB |
| 9                            | Abdellatif Sadiki      | MAR  | 3:37,98 SB |
| 10                           | Charles Cheboi Simotwo | KEN  | 3:38,53 SB |
| 11                           | Hafid Rizqy            | MAR  | 3:38,80 SB |
| 12                           | Elhassane Moujahid     | MAR  | 3:38,89 SB |
| 13                           | Filip Ingebrigtsen     | NOR  | 3:39,28 SB |
|                              | Ismael Debjani         | BEL  | DNF        |
| Julian Ranc (Pacemaker)      | FRA                    | DNF  |            |
| Patryk Sieradzki (Pacemaker) | POL                    | DNF  |            |

#### 110 m Hürden
| Platz | Athlet                  | Land | Zeit (s)    |
| ----- | ----------------------- | ---- | ----------- |
| 1     | Rasheed Broadbell       | JAM  | 13,08 MR SB |
| 2     | Grant Holloway          | USA  | 13,12       |
| 3     | Hansle Parchment        | JAM  | 13,24 SB    |
| 4     | Devon Allen             | USA  | 13,25 SB    |
| 5     | Freddie Crittenden      | USA  | 13,43       |
| 6     | Rafael Pereira          | BRA  | 13,68       |
| 7     | Pascal Martinot-Lagarde | FRA  | 13,69 SB    |
| 8     | Mohamed Koussi          | MAR  | 13,70 SB    |
| 9     | Damian Czykier          | POL  | 13,83 SB    |

#### 3000 m Hindernis
| Platz                           | Athlet                 | Land | Zeit (min)       |
| ------------------------------- | ---------------------- | ---- | ---------------- |
| 1                               | Soufiane el-Bakkali    | MAR  | 7:56,68 WL MR PB |
| 2                               | Getnet Wale            | ETH  | 8:05,15 PB       |
| 3                               | Abraham Kibiwot        | KEN  | 8:05,51 PB       |
| 4                               | Hillary Bor            | USA  | 8:11,28 SB       |
| 5                               | Leonard Kipkemoi Bett  | KEN  | 8:14,42 SB       |
| 6                               | Osama Zoghlami         | ITA  | 8:14,58 SB       |
| 7                               | Benjamin Kigen         | KEN  | 8:15,58 SB       |
| 8                               | Mohamed Msaad          | MAR  | 8:16,18 PB       |
| 9                               | Mohamed Amin Jhinaoui  | TUN  | 8:16,49 SB       |
| 10                              | Avinash Sable          | IND  | 8:17,18 SB       |
| 11                              | Salaheddine Ben Yazide | MAR  | 8:17,49 PB       |
| 12                              | Djilali Bedrani        | FRA  | 8:17,79 SB       |
| 13                              | Mohamed Tindouft       | MAR  | 8:20,85 SB       |
| 14                              | Amos Serem             | KEN  | 8:25,08 SB       |
|                                 | Hailemariyam Amare     | ETH  | DNF              |
| Abderrafia Bouassel (Pacemaker) | MAR                    | DNF  |                  |
| Conseslus Kipruto               | KEN                    | DNF  |                  |
| Wilberforce Kones (Pacemaker)   | KEN                    | DNF  |                  |

#### Diskuswurf
| Platz | Athlet             | Land | Weite (m) |
| ----- | ------------------ | ---- | --------- |
| 1     | Kristjan Čeh       | SVN  | 70,32     |
| 2     | Daniel Ståhl       | SWE  | 69,21 SB  |
| 3     | Andrius Gudžius    | LTU  | 66,04 SB  |
| 4     | Lawrence Okoye     | GBR  | 65,62     |
| 5     | Sam Mattis         | USA  | 63,91     |
| 6     | Alin Firfirică     | ROU  | 63,43     |
| 7     | Simon Pettersson   | SWE  | 62,25     |
| 8     | Apostolos Parellis | CYP  | 60,95 SB  |

### Frauen

#### 200 m
| Platz | Athletin            | Land | Zeit (s)    |
| ----- | ------------------- | ---- | ----------- |
| 1     | Shericka Jackson    | JAM  | 21,98 MR SB |
| 2     | Anthonique Strachan | BAH  | 22,15 PB    |
| 3     | Tamari Davis        | USA  | 22,30 PB    |
| 4     | Kayla White         | USA  | 22,52       |
| 5     | Bassant Hemida      | EGY  | 22,67 SB    |
| 6     | Anna Kiełbasińska   | POL  | 22,98 SB    |
| 7     | Gina Bass           | GAM  | 23,44       |
| 8     | Paula Sevilla       | ESP  | 23,58       |

Wind: +0,8 m/s

#### 800 m
| Platz                                         | Athletin           | Land | Zeit (min) |
| --------------------------------------------- | ------------------ | ---- | ---------- |
| 1                                             | Mary Moraa         | KEN  | 1:58,72 SB |
| 2                                             | Catriona Bisset    | AUS  | 2:00,11    |
| 3                                             | Sage Hurta-Klecker | USA  | 2:00,62 SB |
| 4                                             | Natoya Goule       | JAM  | 2:00,91 SB |
| 5                                             | Anita Horvat       | SVN  | 2:01,30 SB |
| 6                                             | Lore Hoffmann      | SUI  | 2:01,37 SB |
| 7                                             | Assia Raziki       | MAR  | 2:01,75 SB |
| 8                                             | Noélie Yarigo      | BEN  | 2:02,15 SB |
|                                               | Soukaina Hajji     | MAR  | DNF        |
| Patrycja Wyciszkiewicz-Zawadzka (Pacemakerin) | POL                | DNF  |            |

#### 1500 m
| Platz                     | Athletin                        | Land | Zeit (min)    |
| ------------------------- | ------------------------------- | ---- | ------------- |
| 1                         | Gudaf Tsegay                    | ETH  | 3:54,03 WL MR |
| 2                         | Freweyni Hailu                  | ETH  | 3:57,65 SB    |
| 3                         | Birke Haylom                    | ETH  | 3:57,66 PB    |
| 4                         | Worknesh Mesele                 | ETH  | 4:01,81 SB    |
| 5                         | Cory McGee                      | USA  | 4:03,09 SB    |
| 6                         | Linden Hall                     | AUS  | 4:03,56 SB    |
| 7                         | Sarah Healy                     | IRL  | 4:03,57 SB    |
| 8                         | Ludovica Cavalli                | ITA  | 4:04,82 PB    |
| 9                         | Adelle Tracey                   | JAM  | 4:08,22 SB    |
| 10                        | Winnie Nanyondo                 | UGA  | 4:08,43 SB    |
| 11                        | Claudia Bobocea                 | ROU  | 4:09,91 SB    |
|                           | Charlotte Mouchet (Pacemakerin) | FRA  | DNF           |
| Zoya Naumov (Pacemakerin) | ESP                             | DNF  |               |

#### 400 m Hürden
| Platz | Athletin         | Land | Zeit (s) |
| ----- | ---------------- | ---- | -------- |
| 1     | Shamier Little   | USA  | 53,95 SB |
| 2     | Rushell Clayton  | JAM  | 54,14 SB |
| 3     | Shiann Salmon    | JAM  | 54,42 SB |
| 4     | Janieve Russell  | JAM  | 55,41 SB |
| 5     | Dalilah Muhammad | USA  | 55,72 SB |
| 6     | Gianna Woodruff  | PAN  | 55,74 SB |
| 7     | Noura Ennadi     | MAR  | 55,83 PB |
| 8     | Anna Ryschykowa  | UKR  | 56,97 SB |

#### Hochsprung
| Platz         | Athletin              | Land | Weite (m)  |
| ------------- | --------------------- | ---- | ---------- |
| 1             | Jaroslawa Mahutschich | UKR  | 2,01 WL MR |
| 2             | Iryna Heraschtschenko | UKR  | 1,91 SB    |
| 3             | Nadeschda Dubowizkaja | KAZ  | 1,87 SB    |
| 3             | Angelina Topić        | SRB  | 1,87       |
| 5             | Morgan Lake           | GBR  | 1,87       |
| 6             | Julija Lewtschenko    | UKR  | 1,81       |
| 6             | Elena Vallortigara    | ITA  | 1,81       |
|               | Karmen Bruus          | EST  | NMH        |
| Rhizlane Siba | MAR                   | NMH  |            |

#### Dreisprung
| Platz | Athletin                | Land | Weite (m)   |
| ----- | ----------------------- | ---- | ----------- |
| 1     | Leyanis Pérez           | CUB  | 14,84 MR PB |
| 2     | Maryna Bech-Romantschuk | UKR  | 14,65 SB    |
| 3     | Shanieka Ricketts       | JAM  | 14,53 SB    |
| 4     | Liadagmis Povea         | CUB  | 14,27       |
| 5     | Tori Franklin           | USA  | 14,22 SB    |
| 6     | Thea LaFond             | DMA  | 14,18       |
| 7     | Keturah Orji            | USA  | 13,90       |
| 8     | Kristiina Mäkelä        | FIN  | 13,67 SB    |
| 9     | Kimberly Williams       | JAM  | 13,04       |
|       | Hanna Minenko           | ISR  | NM          |

#### Kugelstoßen
| Platz | Athletin         | Land | Weite (m) |
| ----- | ---------------- | ---- | --------- |
| 1     | Auriol Dongmo    | POR  | 19,28 SB  |
| 2     | Jessica Schilder | NED  | 18,85 SB  |
| 3     | Jessica Woodard  | USA  | 18,65     |
| 4     | Sara Gambetta    | GER  | 18,63     |
| 5     | Sarah Mitton     | USA  | 18,56     |
| 6     | Fanny Roos       | SWE  | 18,51 SB  |
| 7     | Jéssica Inchude  | POR  | 17,78     |
| 8     | Anita Márton     | HUN  | 17,64     |